# Best New Horror
Best New Horror (senare The Mammoth Book of Best New Horror) är en brittisk antologiserie som samlar skräcknoveller. Den gavs ut mellan 1990 och 2021 i totalt 31 volymer, samt tre som samlade "det bästa av det bästa" från tidigare utgåvor. Redaktör under hela utgivningsperioden var Stephen Jones. Seriens fem första volymer samredigerades med Ramsey Campbell.

## Medverkande
Ett antal namnkunniga författare har genom åren fått noveller publicerade i antologin, däribland Thomas Ligotti, Peter Straub, Steve Rasnic Tem, Harlan Ellison, Gene Wolfe, Dennis Etchison, Clive Barker, Robert Bloch, Neil Gaiman, Joyce Carol Oates, Kelly Link och Stephen King.

## Priser
Best New Horror-serien har varit nominerad till och vunnit flera inom genren prominenta priser, bland andra British Fantasy Award, World Fantasy Award och International Horror Guild Award.

## Böcker i serien
- Best New Horror (1990)
- Best New Horror 2 (1991)
- Best New Horror 3 (1992)
- Best New Horror 4 (1993)
- The Best New Horror: Volume Five (1994)
- The Best New Horror: Volume Six (1995)
- The Best New Horror: Volume 7 (1996)
- The Best New Horror: Volume Eight (1997)
- The Mammoth Book of Best New Horror: Volume 9 (1998)
- The Mammoth Book of Best New Horror: Volume Ten (1999)
- The Mammoth Book of Best New Horror: Volume 11 (2000)
- The Mammoth Book of Best New Horror: Volume Twelve (2001)
- The Mammoth Book of Best New Horror 13 (2002)
- The Mammoth Book of Best New Horror: Volume Fourteen (2003)
- The Mammoth Book of Best New Horror: Volume Fifteen (2004)
- The Mammoth Book of Best New Horror 16 (2005)
- The Mammoth Book of Best New Horror 17 (2006)
- The Mammoth Book of Best New Horror: Volume Eighteen (2007)
- The Mammoth Book of Best New Horror: Volume Nineteen (2008)
- The Mammoth Book of Best New Horror: Volume Twenty (2009)
- The Mammoth Book of Best New Horror: Volume 21 (2010)
- The Mammoth Book of Best New Horror 22 (2011)
- The Mammoth Book of Best New Horror: Volume 23 (2012)
- The Mammoth Book of Best New Horror: Volume 24 (2013)
- The Mammoth Book of Best New Horror: 25th Anniversary Edition (2014)
- Best New Horror 26 (2015)
- Best New Horror 27 (2017)
- Best New Horror 28 (2018)
- Best New Horror 29 (2019)
- Best New Horror 30 (2020)
- Best New Horror 31 (2021)